# ファラ・アブラハム
ファラ・エイブラハム（英語: Farrah Abraham、1991年5月31日 - ）は、アメリカの有名人、歌手、そして作家である。 彼女はネブラスカ州オマハで生まれ、アイオワ州のカウンシルブラッフスで育った。 彼女は10代で妊娠した少女たちの妊娠期間から出産の1か月後までを追った2009年公開のリアリティ番組「16歳での妊娠～16&pregnant～」に出演し世間の注目を集た。同年、スピンオフの「ティーン・マム」に出演し、2012年に終了するまでの4シーズンすべてに出演した。2012年8月にはデビューアルバムと初の自叙伝を発表。両方とも「My Teenage Dream Ended」と題され、 自叙伝はニューヨークタイムズのベストセラーリストに載った。

## 幼少期
1991年5月31日、ネブラスカ州オマハで生まれ、アイオワ州のカウンシルブラッフスで育った。 父親のマイケル・アブラハムは、シリア系とイタリア系の血を引き。母親のデブラ・ダニエルセンはデンマーク系とシチリア系の血を引いている。 両親は離婚しており、2017年に母親が再婚したため、継父がいる。

## 経歴: 16歳での妊娠～16 and Pregnant~
2008年、当時17歳の頃、10代で妊娠した少女たちの生活を記録するアメリカのリアリティ番組「16歳での妊娠～16 and Pregnant～」の出演者に選ばれた。。彼女の妊娠発覚によって母親のブラ・ダニエルセンとの間には亀裂が生じた。ダニセルセンは娘を非難し、中絶はさせなかった。ファラは妊娠によってチアリーディングを辞めざるを得なくなった。 さらに撮影中、お腹の子供の父であるデレク・アンダーウッドが自動車事故で死亡した。 2009年2月23日、ファムは女の子を出産し、ソフィア・ローラン・アブラハムと名付けた。
その年の後半、彼女はスピンオフシリーズのTeen Momに出演した。それは、Maci Bookout、Catelynn Lowell、そしてAmber Portwoodに加え、ファラに続いての出演だった。彼女は、16歳での妊娠のエピソードにも登場した。 シリーズプレミアは、2009年12月8日に放送された。 2011年、彼女はフロリダのフォートローダーデール美術館に出席し、料理の芸術と管理の準学士号を取得し、後に"Mom＆Me"パスタソースラインを発売した。
2012年8月1日、My Teenage Dream Endedをリリースし、音楽業界に進出した。 現代音楽評論家からの混合レビューを受けた。ファラは8月14日に同じタイトルの回顧録を発表した。四季を放送した後、ティーンママのシリーズフィナーレは2012年8月29日に放映された。
2014年1月、カップルセラピーの第4シーズンに出場したものの、Brian Daweは、彼がアブラハムに雇われて彼女のオンスクリーンボーイフレンドとして登場し、最終的には彼女と一緒に番組に登場しなかったと主張した。結果、ファラはパートナーなしで治療を続けるという、シリーズの歴史の中で唯一のメンバーとなり、母親との関係を修復することに集中した。
彼女の以前の強姦の申し立てがVivid Entertainmentとのパートナーシップに負担をかけていたことを受けて、2月のセカンドセックステープFarrah 2：Backdoor and Moreを発表したプレスリリースは「偽物ではない」と述べた。対処すること、そしてそれは、ファラーの邪魔された性格に相応しい」と語った。ファラはジェームズディーンと彼女のセックステープを売った後に伝えられるところによれば100万ドルを稼いだ。 その月の後半、ファラはテレビの特別番組Being Farrahに登場しました。Bookout、Lowell、およびPortwoodはそれぞれ、Being Maci、Being Catelynn、Being Amberの特集で紹介された。彼らの成功はMTVがファラなしでシリーズを復活させることを検討するように促した。
3月に、「Blowin」のリリースとそれに付随するミュージックビデオの同時初演で音楽業界に戻った。 彼女は音楽を「趣味であり、私のキャリアの動きではない」として扱うと述べた。 同年8月、彼女はテキサス州オースティンにあるPalazio's Gentleman's Clubと大晦日まで滞在する544,000ドルの契約を結んだ。

### 2015年–現在: セレブリティビッグブラザー
2015年8月27日、ファラはアメリカを代表するセレブリティビッグブラザーの家に入った。9月18日に、彼女は追い出されるべき5人目の同居人となりました。彼女はトップ4に選ばれた最高の同居人ではなく、同僚であるAustin Armacostは彼女を追い出すことを選び、ファラは23日間その家で過ごした。
2015年9月22日、ファラはサイドアフターショーで有名人のビッグブラザーズビットのパネリストとして登場し、仲間であるAisleyne Horgan-Wallaceと激論を交わした。ショーはパネリスト間の「衝突」の後10分早く放送された。AbrahamとJanice Dickinsonは警察の警告を受けた。

## フィルモグラフィー
| 年            | タイトル                                                      | 役割                                | ノート                              |
| テレビ        | テレビ                                                        | テレビ                              | テレビ                              |
| ------------- | ------------------------------------------------------------- | ----------------------------------- | ----------------------------------- |
| 2009年        | 16歳と妊娠                                                    | 彼女自身                            | "ファラー" (シーズン1, 第2話)       |
| 2009年–2012年 | ティーンママ                                                  | 主なキャストメンバー (シーズン1〜4) |                                     |
| 2014年        | カップルセラピー                                              | 主なキャストメンバー (シーズン4)    |                                     |
| 2014年        | ファラーになる                                                | テレビスペシャル                    |                                     |
| 2015年–2018年 | ティーンママOG                                                | 主なキャストメンバー (シーズン5〜7) |                                     |
| 2015年        | セレブリティビッグブラザー                                    | 同居人。 アメリカを代表する         |                                     |
| 2017年        | 結婚ブートキャンプ： リアリティスターズファミリーエディション | 主なキャストメンバー                |                                     |
| 2017年        | MTVのシングルAF                                               | 主なキャストメンバー                |                                     |
| 2018年–2019年 | 元オンザビーチ                                                | 主なキャストメンバー (シーズン2)    |                                     |
| シネマ        |                                                               |                                     |                                     |
| 2013年        | ファラースーパースター：バックドアティーンママ                | 彼女自身                            | アダルト映画 (ジェームズディーンと) |
| 2014年        | ファラー2：バックドアその他                                   | アダルト映画 (ジェームズディーンと) |                                     |
| 2017年        | アダムK                                                       | カレン・シムズ                      | 映画デビュー                        |
| 2017年        | アクスマン2：やり過ぎ                                         | ファニーレイベーカー                | サポート役                          |

## ディスコグラフィー
アルバム
- 私の10代の夢は終わった (2012年)[17]

曲
- "ブローン" (2014年)[27]

## 書誌
- 私の10代の夢は終わった (2012年)
- パッシー香水 (2012年)
- セレブセックステープ：メイキングで (2014年)
- セレブセックステープ：秘密のうち (2014年)
- セレブセックステープ：脚光を通す愛 (2015年)